# Finale de la Coupe d'Europe des vainqueurs de coupe 1978-1979
La finale de la Coupe d'Europe des vainqueurs de coupe 1978-1979 est la 19e finale de la Coupe d'Europe des vainqueurs de coupe, organisée par l'UEFA. Ce match de football a lieu le 16 mai 1979 au stade Saint-Jacques de Bâle, en Suisse.
Elle oppose l'équipe espagnole du FC Barcelone aux Allemands du Fortuna Düsseldorf. Le match se termine par une victoire des Barcelonais sur le score de 4 buts à 3 après prolongations, ce qui constitue leur premier sacre dans la compétition ainsi que leur premier titre européen.
Vainqueur de la finale, Barcelone est à ce titre qualifié pour la Supercoupe d'Europe 1979 contre Nottingham Forest, vainqueur de la finale de la Coupe des clubs champions européens.

## Parcours des finalistes
Note : dans les résultats ci-dessous, le score du finaliste est toujours donné en premier (D : domicile ; E : extérieur).
| FC Barcelone     | FC Barcelone | FC Barcelone | FC Barcelone           |                     | Fortuna Düsseldorf    | Fortuna Düsseldorf | Fortuna Düsseldorf | Fortuna Düsseldorf |
| ---------------- | ------------ | ------------ | ---------------------- | ------------------- | --------------------- | ------------------ | ------------------ | ------------------ |
| Adversaire       | Total        | Aller        | Retour                 | Tour                | Adversaire            | Total              | Aller              | Retour             |
| Chakhtar Donetsk | 4 - 1        | 3 - 0 (D)    | 1 - 1 (E)              | Seizièmes de finale | Universitatea Craiova | 5 - 4              | 4 - 3 (E)          | 1 - 1 (D)          |
| RSC Anderlecht   | 3 - 3        | 0 - 3 (E)    | 3 - 0 ap (D) 4 - 1 tab | Huitièmes de finale | Aberdeen FC           | 3 - 2              | 3 - 0 (D)          | 0 - 2 (E)          |
| Ipswich Town     | 2 - 2        | E1 - 2 (E)   | 1 - 0 (D)              | Quarts de finale    | Servette FC           | 1 - 1              | 0 - 0 (D)          | E1 - 1 (E)         |
| KSK Beveren      | 2 - 0        | 1 - 0 (D)    | 1 - 0 (E)              | Demi-finales        | Baník Ostrava         | 4 - 3              | 3 - 1 (D)          | 1 - 2 (E)          |

## Match
| ·             |                    |     |
| Titulaires :  |                    |     |
|               |                    |     |
| 1             | Pedro Artola       |     |
| 2             | Rafael Zuviría     |     |
| 3             | Migueli            |     |
| 4             | Quique Costas      | 68e |
| 5             | José Albaladejo    | 57e |
| 6             | Johan Neeskens     |     |
| 7             | Carles Rexach      |     |
| 8             | Tente Sánchez      |     |
| 9             | Hans Krankl        |     |
| 10            | Juan Manuel Asensi |     |
| 11            | Francisco Carrasco |     |
|               |                    |     |
| Remplaçants : |                    |     |
| 12            | Toño de la Cruz    | 57e |
| 14            | Francisco Martínez | 68e |
|               |                    |     |
| Entraîneur :  |                    |     |
| Joaquim Rifé  |                    |     |

| ·                       |                      |     |
| Titulaires :            |                      |     |
|                         |                      |     |
| 1                       | Jörg Daniel (en)     |     |
| 2                       | Dieter Brei (en)     | 24e |
| 3                       | Gerd Zewe            |     |
| 4                       | Gerd Zimmermann (en) | 4e  |
| 5                       | Heiner Baltes (en)   |     |
| 6                       | Egon Köhnen (en)     |     |
| 7                       | Hubert Schmitz (de)  |     |
| 8                       | Thomas Allofs        |     |
| 9                       | Rudi Bommer          |     |
| 10                      | Klaus Allofs         |     |
| 11                      | Wolfgang Seel (en)   |     |
|                         |                      |     |
| Remplaçants :           |                      |     |
| 12                      | Flemming Lund        | 4e  |
| 13                      | Josef Weikl (de)     | 24e |
|                         |                      |     |
| Entraîneur :            |                      |     |
| Hans-Dieter Tippenhauer |                      |     |

| ·             |                    |     |
| Titulaires :  |                    |     |
|               |                    |     |
| 1             | Pedro Artola       |     |
| 2             | Rafael Zuviría     |     |
| 3             | Migueli            |     |
| 4             | Quique Costas      | 68e |
| 5             | José Albaladejo    | 57e |
| 6             | Johan Neeskens     |     |
| 7             | Carles Rexach      |     |
| 8             | Tente Sánchez      |     |
| 9             | Hans Krankl        |     |
| 10            | Juan Manuel Asensi |     |
| 11            | Francisco Carrasco |     |
|               |                    |     |
| Remplaçants : |                    |     |
| 12            | Toño de la Cruz    | 57e |
| 14            | Francisco Martínez | 68e |
|               |                    |     |
| Entraîneur :  |                    |     |
| Joaquim Rifé  |                    |     |

| ·                       |                      |     |
| Titulaires :            |                      |     |
|                         |                      |     |
| 1                       | Jörg Daniel (en)     |     |
| 2                       | Dieter Brei (en)     | 24e |
| 3                       | Gerd Zewe            |     |
| 4                       | Gerd Zimmermann (en) | 4e  |
| 5                       | Heiner Baltes (en)   |     |
| 6                       | Egon Köhnen (en)     |     |
| 7                       | Hubert Schmitz (de)  |     |
| 8                       | Thomas Allofs        |     |
| 9                       | Rudi Bommer          |     |
| 10                      | Klaus Allofs         |     |
| 11                      | Wolfgang Seel (en)   |     |
|                         |                      |     |
| Remplaçants :           |                      |     |
| 12                      | Flemming Lund        | 4e  |
| 13                      | Josef Weikl (de)     | 24e |
|                         |                      |     |
| Entraîneur :            |                      |     |
| Hans-Dieter Tippenhauer |                      |     |